# Wincenty Warda

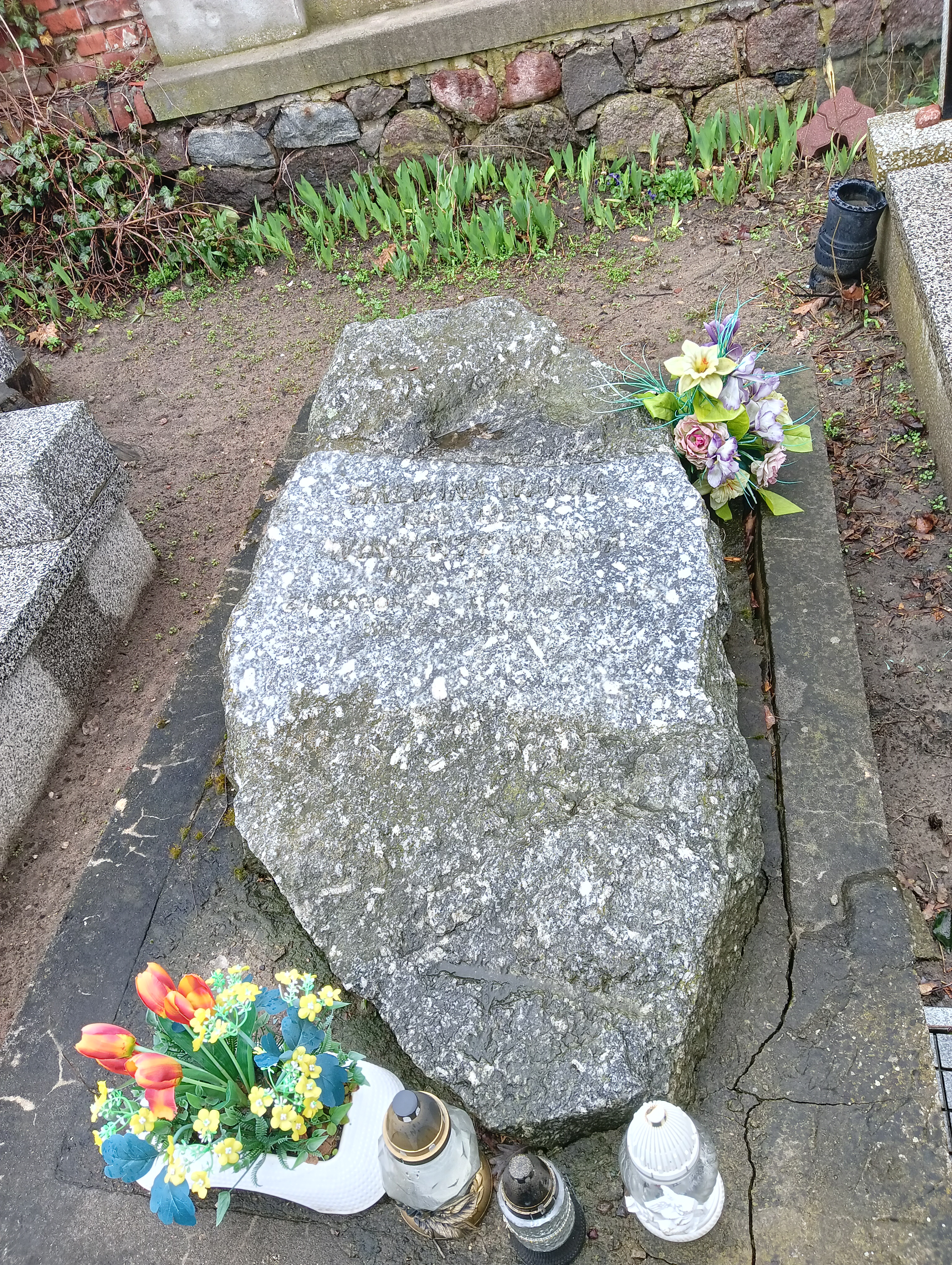
Grób Malwiny i Wincentego Wardów na cmentarzu parafialnym w Kutnie.

Wincenty Warda (ur. 13 listopada 1885 w Gnojnie, zm. sierpień 1944 w Warszawie) – polski działacz komunistyczny, redaktor.

## Życiorys
Pochodził z rodziny małorolnego chłopa Piotra i Balbiny z Przybyłowskich. Ukończył 3-klasową szkółkę wiejską, później kształcił się sam. W 1910 roku poznał swoją przyszłą małżonkę, Malwinę (1885–1933), z którą miał trzy córki, m.in. Barbarę (1912–1999), uczestniczkę powstania warszawskiego i działaczkę społeczną związaną z PTTK.  
Związał się z ruchem robotniczym i ludowym. Początkowo działał w PPS-Lewicy, od 1918 roku dołączył do KPRP. Po ukończeniu Szkoły Mleczarskiej w Rzeszowie, w latach 1912–1914, pracował w warszawskiej mleczarni. Od 1914 roku był administratorem majątku Brzeziny pod Warszawą. Po odzyskaniu niepodległości przez Polskę, został aktywnym działaczem Związku Zawodowego Robotników Rolnych. W 1918 roku, przybył na teren powiatu kutnowskiego, otrzymując posadę rządcy w majątku Siemianów w gminie Strzelce.  
Za zorganizowanie strajku robotników rolnych, utracił pracę. Działał także na płaszczyźnie ruchu spółdzielczego. Był kilkakrotnie aresztowany i więziony w Kutnie, Płocku i Warszawie. W latach 1925–1933 był zatrudniony w Spółdzielni „Robotnik” w Kutnie. Uczestniczył w III Zjeździe KPP w Moskwie. Po śmierci żony w 1933 roku, przeniósł się do Torunia, a stamtąd do Rypina i Warszawy, gdzie pracował etatowo w spółdzielczości oraz ruchu związkowym robotników rolnych.  
Zmarł w stołecznym szpitalu przy ulicy Bonifraterskiej, wskutek ran odniesionych podczas powstania warszawskiego. 
Wraz z żoną Malwiną, należał do najbardziej czynnych i zasłużonych działaczy komunistycznych w okresie międzywojennym na terenie Kutna. Zajmował się także pracą publicystyczno-redakcyjną. W młodości był korespondentem terenowym pisma „Siewba”, a później należał do redaktorów „Gromady”, organu związkowego robotników rolnych. Miasto Kutno upamiętniło małżeństwo Wardów, nazywając ich imieniem jedną z głównych ulic (obecnie ulica Antoniego Troczewskiego), oraz jedno z osiedli (Wardowo). W styczniu 1984 roku na elewacji frontowej domu przy ulicy Świerczewskiego 7 (obecna ulica kardynała Wyszyńskiego) w Kutnie, w którym mieszkało małżeństwo Wardów, odsłonięto pamiątkową tablicę. Została zdemontowana w 2017 roku.